# Dvojpěšec
|   | a | b | c | d | e | f | g | h |   |
| 8 | h6 černý pěšec · b5 bílý pěšec · e5 bílý pěšec · h5 bílý pěšec · b4 bílý pěšec · c4 bílý pěšec · g4 bílý pěšec · e3 bílý pěšec | h6 černý pěšec · b5 bílý pěšec · e5 bílý pěšec · h5 bílý pěšec · b4 bílý pěšec · c4 bílý pěšec · g4 bílý pěšec · e3 bílý pěšec | h6 černý pěšec · b5 bílý pěšec · e5 bílý pěšec · h5 bílý pěšec · b4 bílý pěšec · c4 bílý pěšec · g4 bílý pěšec · e3 bílý pěšec | h6 černý pěšec · b5 bílý pěšec · e5 bílý pěšec · h5 bílý pěšec · b4 bílý pěšec · c4 bílý pěšec · g4 bílý pěšec · e3 bílý pěšec | h6 černý pěšec · b5 bílý pěšec · e5 bílý pěšec · h5 bílý pěšec · b4 bílý pěšec · c4 bílý pěšec · g4 bílý pěšec · e3 bílý pěšec | h6 černý pěšec · b5 bílý pěšec · e5 bílý pěšec · h5 bílý pěšec · b4 bílý pěšec · c4 bílý pěšec · g4 bílý pěšec · e3 bílý pěšec | h6 černý pěšec · b5 bílý pěšec · e5 bílý pěšec · h5 bílý pěšec · b4 bílý pěšec · c4 bílý pěšec · g4 bílý pěšec · e3 bílý pěšec | h6 černý pěšec · b5 bílý pěšec · e5 bílý pěšec · h5 bílý pěšec · b4 bílý pěšec · c4 bílý pěšec · g4 bílý pěšec · e3 bílý pěšec | 8 |
| 7 | h6 černý pěšec · b5 bílý pěšec · e5 bílý pěšec · h5 bílý pěšec · b4 bílý pěšec · c4 bílý pěšec · g4 bílý pěšec · e3 bílý pěšec | h6 černý pěšec · b5 bílý pěšec · e5 bílý pěšec · h5 bílý pěšec · b4 bílý pěšec · c4 bílý pěšec · g4 bílý pěšec · e3 bílý pěšec | h6 černý pěšec · b5 bílý pěšec · e5 bílý pěšec · h5 bílý pěšec · b4 bílý pěšec · c4 bílý pěšec · g4 bílý pěšec · e3 bílý pěšec | h6 černý pěšec · b5 bílý pěšec · e5 bílý pěšec · h5 bílý pěšec · b4 bílý pěšec · c4 bílý pěšec · g4 bílý pěšec · e3 bílý pěšec | h6 černý pěšec · b5 bílý pěšec · e5 bílý pěšec · h5 bílý pěšec · b4 bílý pěšec · c4 bílý pěšec · g4 bílý pěšec · e3 bílý pěšec | h6 černý pěšec · b5 bílý pěšec · e5 bílý pěšec · h5 bílý pěšec · b4 bílý pěšec · c4 bílý pěšec · g4 bílý pěšec · e3 bílý pěšec | h6 černý pěšec · b5 bílý pěšec · e5 bílý pěšec · h5 bílý pěšec · b4 bílý pěšec · c4 bílý pěšec · g4 bílý pěšec · e3 bílý pěšec | h6 černý pěšec · b5 bílý pěšec · e5 bílý pěšec · h5 bílý pěšec · b4 bílý pěšec · c4 bílý pěšec · g4 bílý pěšec · e3 bílý pěšec | 7 |
| 6 | h6 černý pěšec · b5 bílý pěšec · e5 bílý pěšec · h5 bílý pěšec · b4 bílý pěšec · c4 bílý pěšec · g4 bílý pěšec · e3 bílý pěšec | h6 černý pěšec · b5 bílý pěšec · e5 bílý pěšec · h5 bílý pěšec · b4 bílý pěšec · c4 bílý pěšec · g4 bílý pěšec · e3 bílý pěšec | h6 černý pěšec · b5 bílý pěšec · e5 bílý pěšec · h5 bílý pěšec · b4 bílý pěšec · c4 bílý pěšec · g4 bílý pěšec · e3 bílý pěšec | h6 černý pěšec · b5 bílý pěšec · e5 bílý pěšec · h5 bílý pěšec · b4 bílý pěšec · c4 bílý pěšec · g4 bílý pěšec · e3 bílý pěšec | h6 černý pěšec · b5 bílý pěšec · e5 bílý pěšec · h5 bílý pěšec · b4 bílý pěšec · c4 bílý pěšec · g4 bílý pěšec · e3 bílý pěšec | h6 černý pěšec · b5 bílý pěšec · e5 bílý pěšec · h5 bílý pěšec · b4 bílý pěšec · c4 bílý pěšec · g4 bílý pěšec · e3 bílý pěšec | h6 černý pěšec · b5 bílý pěšec · e5 bílý pěšec · h5 bílý pěšec · b4 bílý pěšec · c4 bílý pěšec · g4 bílý pěšec · e3 bílý pěšec | h6 černý pěšec · b5 bílý pěšec · e5 bílý pěšec · h5 bílý pěšec · b4 bílý pěšec · c4 bílý pěšec · g4 bílý pěšec · e3 bílý pěšec | 6 |
| 5 | h6 černý pěšec · b5 bílý pěšec · e5 bílý pěšec · h5 bílý pěšec · b4 bílý pěšec · c4 bílý pěšec · g4 bílý pěšec · e3 bílý pěšec | h6 černý pěšec · b5 bílý pěšec · e5 bílý pěšec · h5 bílý pěšec · b4 bílý pěšec · c4 bílý pěšec · g4 bílý pěšec · e3 bílý pěšec | h6 černý pěšec · b5 bílý pěšec · e5 bílý pěšec · h5 bílý pěšec · b4 bílý pěšec · c4 bílý pěšec · g4 bílý pěšec · e3 bílý pěšec | h6 černý pěšec · b5 bílý pěšec · e5 bílý pěšec · h5 bílý pěšec · b4 bílý pěšec · c4 bílý pěšec · g4 bílý pěšec · e3 bílý pěšec | h6 černý pěšec · b5 bílý pěšec · e5 bílý pěšec · h5 bílý pěšec · b4 bílý pěšec · c4 bílý pěšec · g4 bílý pěšec · e3 bílý pěšec | h6 černý pěšec · b5 bílý pěšec · e5 bílý pěšec · h5 bílý pěšec · b4 bílý pěšec · c4 bílý pěšec · g4 bílý pěšec · e3 bílý pěšec | h6 černý pěšec · b5 bílý pěšec · e5 bílý pěšec · h5 bílý pěšec · b4 bílý pěšec · c4 bílý pěšec · g4 bílý pěšec · e3 bílý pěšec | h6 černý pěšec · b5 bílý pěšec · e5 bílý pěšec · h5 bílý pěšec · b4 bílý pěšec · c4 bílý pěšec · g4 bílý pěšec · e3 bílý pěšec | 5 |
| 4 | h6 černý pěšec · b5 bílý pěšec · e5 bílý pěšec · h5 bílý pěšec · b4 bílý pěšec · c4 bílý pěšec · g4 bílý pěšec · e3 bílý pěšec | h6 černý pěšec · b5 bílý pěšec · e5 bílý pěšec · h5 bílý pěšec · b4 bílý pěšec · c4 bílý pěšec · g4 bílý pěšec · e3 bílý pěšec | h6 černý pěšec · b5 bílý pěšec · e5 bílý pěšec · h5 bílý pěšec · b4 bílý pěšec · c4 bílý pěšec · g4 bílý pěšec · e3 bílý pěšec | h6 černý pěšec · b5 bílý pěšec · e5 bílý pěšec · h5 bílý pěšec · b4 bílý pěšec · c4 bílý pěšec · g4 bílý pěšec · e3 bílý pěšec | h6 černý pěšec · b5 bílý pěšec · e5 bílý pěšec · h5 bílý pěšec · b4 bílý pěšec · c4 bílý pěšec · g4 bílý pěšec · e3 bílý pěšec | h6 černý pěšec · b5 bílý pěšec · e5 bílý pěšec · h5 bílý pěšec · b4 bílý pěšec · c4 bílý pěšec · g4 bílý pěšec · e3 bílý pěšec | h6 černý pěšec · b5 bílý pěšec · e5 bílý pěšec · h5 bílý pěšec · b4 bílý pěšec · c4 bílý pěšec · g4 bílý pěšec · e3 bílý pěšec | h6 černý pěšec · b5 bílý pěšec · e5 bílý pěšec · h5 bílý pěšec · b4 bílý pěšec · c4 bílý pěšec · g4 bílý pěšec · e3 bílý pěšec | 4 |
| 3 | h6 černý pěšec · b5 bílý pěšec · e5 bílý pěšec · h5 bílý pěšec · b4 bílý pěšec · c4 bílý pěšec · g4 bílý pěšec · e3 bílý pěšec | h6 černý pěšec · b5 bílý pěšec · e5 bílý pěšec · h5 bílý pěšec · b4 bílý pěšec · c4 bílý pěšec · g4 bílý pěšec · e3 bílý pěšec | h6 černý pěšec · b5 bílý pěšec · e5 bílý pěšec · h5 bílý pěšec · b4 bílý pěšec · c4 bílý pěšec · g4 bílý pěšec · e3 bílý pěšec | h6 černý pěšec · b5 bílý pěšec · e5 bílý pěšec · h5 bílý pěšec · b4 bílý pěšec · c4 bílý pěšec · g4 bílý pěšec · e3 bílý pěšec | h6 černý pěšec · b5 bílý pěšec · e5 bílý pěšec · h5 bílý pěšec · b4 bílý pěšec · c4 bílý pěšec · g4 bílý pěšec · e3 bílý pěšec | h6 černý pěšec · b5 bílý pěšec · e5 bílý pěšec · h5 bílý pěšec · b4 bílý pěšec · c4 bílý pěšec · g4 bílý pěšec · e3 bílý pěšec | h6 černý pěšec · b5 bílý pěšec · e5 bílý pěšec · h5 bílý pěšec · b4 bílý pěšec · c4 bílý pěšec · g4 bílý pěšec · e3 bílý pěšec | h6 černý pěšec · b5 bílý pěšec · e5 bílý pěšec · h5 bílý pěšec · b4 bílý pěšec · c4 bílý pěšec · g4 bílý pěšec · e3 bílý pěšec | 3 |
| 2 | h6 černý pěšec · b5 bílý pěšec · e5 bílý pěšec · h5 bílý pěšec · b4 bílý pěšec · c4 bílý pěšec · g4 bílý pěšec · e3 bílý pěšec | h6 černý pěšec · b5 bílý pěšec · e5 bílý pěšec · h5 bílý pěšec · b4 bílý pěšec · c4 bílý pěšec · g4 bílý pěšec · e3 bílý pěšec | h6 černý pěšec · b5 bílý pěšec · e5 bílý pěšec · h5 bílý pěšec · b4 bílý pěšec · c4 bílý pěšec · g4 bílý pěšec · e3 bílý pěšec | h6 černý pěšec · b5 bílý pěšec · e5 bílý pěšec · h5 bílý pěšec · b4 bílý pěšec · c4 bílý pěšec · g4 bílý pěšec · e3 bílý pěšec | h6 černý pěšec · b5 bílý pěšec · e5 bílý pěšec · h5 bílý pěšec · b4 bílý pěšec · c4 bílý pěšec · g4 bílý pěšec · e3 bílý pěšec | h6 černý pěšec · b5 bílý pěšec · e5 bílý pěšec · h5 bílý pěšec · b4 bílý pěšec · c4 bílý pěšec · g4 bílý pěšec · e3 bílý pěšec | h6 černý pěšec · b5 bílý pěšec · e5 bílý pěšec · h5 bílý pěšec · b4 bílý pěšec · c4 bílý pěšec · g4 bílý pěšec · e3 bílý pěšec | h6 černý pěšec · b5 bílý pěšec · e5 bílý pěšec · h5 bílý pěšec · b4 bílý pěšec · c4 bílý pěšec · g4 bílý pěšec · e3 bílý pěšec | 2 |
| 1 | h6 černý pěšec · b5 bílý pěšec · e5 bílý pěšec · h5 bílý pěšec · b4 bílý pěšec · c4 bílý pěšec · g4 bílý pěšec · e3 bílý pěšec | h6 černý pěšec · b5 bílý pěšec · e5 bílý pěšec · h5 bílý pěšec · b4 bílý pěšec · c4 bílý pěšec · g4 bílý pěšec · e3 bílý pěšec | h6 černý pěšec · b5 bílý pěšec · e5 bílý pěšec · h5 bílý pěšec · b4 bílý pěšec · c4 bílý pěšec · g4 bílý pěšec · e3 bílý pěšec | h6 černý pěšec · b5 bílý pěšec · e5 bílý pěšec · h5 bílý pěšec · b4 bílý pěšec · c4 bílý pěšec · g4 bílý pěšec · e3 bílý pěšec | h6 černý pěšec · b5 bílý pěšec · e5 bílý pěšec · h5 bílý pěšec · b4 bílý pěšec · c4 bílý pěšec · g4 bílý pěšec · e3 bílý pěšec | h6 černý pěšec · b5 bílý pěšec · e5 bílý pěšec · h5 bílý pěšec · b4 bílý pěšec · c4 bílý pěšec · g4 bílý pěšec · e3 bílý pěšec | h6 černý pěšec · b5 bílý pěšec · e5 bílý pěšec · h5 bílý pěšec · b4 bílý pěšec · c4 bílý pěšec · g4 bílý pěšec · e3 bílý pěšec | h6 černý pěšec · b5 bílý pěšec · e5 bílý pěšec · h5 bílý pěšec · b4 bílý pěšec · c4 bílý pěšec · g4 bílý pěšec · e3 bílý pěšec | 1 |
|   | a | b | c | d | e | f | g | h |   |

Dvojpěšec označuje v šachu zvláštní postavení pěšců. Dvoupěšec vzniká tak, že se dva pěšci stejné barvy nacházejí ve stejném sloupci. Toho lze dosáhnout tak, že jeden pěšec se přesune při braní nepřátelské figury z jednoho sloupce do druhého a v tomto sloupci je v jiné řadě již jeden vlastní pěšec. Podobným způsobem mohou při hře vznikat ve vzácných případech i vícenásobní pěšci (trojpěšec, čtyřpěšec apod.). V diagramu jsou ve sloupci b a e dvojpěšci, pěšec ve sloupci e je zároveň izolovaný pěšec.

## Výhody a nevýhody dvojpěšce
Většinou je dvojpěšec vnímán jako slabé místo. Především proto, že pešci se v tomto postavení nemohou vzájemně krýt a podporovat. Tento nedostatek oslabuje postavení pěšců a ztěžuje průnik nepřátelskou formací, který v optimálním případě vede k vytvoření volného pěšce. Volný pěšec je často rozhodující faktor v koncovce.
Izolovaný dvoupěšec zmíněné problémy ještě zesiluje. Některé šachové strategie nebo zahájení jsou postavené právě na snaze donutit soupeře, aby ve své formaci vytvořil právě tato slabá místa, které v dalším průběhu hry představují jistou strategickou nevýhodu.
Existují jisté pozice, kdy je vznik dvojpěšce akceptovatelný, neboť je vyvážen jinou výhodou. Např. pokud umožní otevřít volný sloupec pro vlastní věž, nebo proto, že dvojpěšec dělá nějakou užitečnou práci, např. brání důležitá pole na šachovnici. Pokud soupeř není schopen účinně zaútočit na dvojpěšce, je zmíněná slabina nedůležitá.

## Trojpěšec a čtyřpěšec
|   | a | b | c | d | e | f | g | h |   |
| 8 | a8 černý věž · c8 černý střelec · e8 černý král · h8 černý věž · e7 černý střelec · a6 černý pěšec · c6 černý pěšec · e6 černý pěšec · e5 černý pěšec · h5 černý pěšec · a4 černý dáma · c4 bílý pěšec · e4 černý pěšec · b3 bílý věž · a2 bílý pěšec · d2 bílý dáma · e2 bílý střelec · g2 bílý pěšec · h2 bílý pěšec · f1 bílý věž · g1 bílý král | a8 černý věž · c8 černý střelec · e8 černý král · h8 černý věž · e7 černý střelec · a6 černý pěšec · c6 černý pěšec · e6 černý pěšec · e5 černý pěšec · h5 černý pěšec · a4 černý dáma · c4 bílý pěšec · e4 černý pěšec · b3 bílý věž · a2 bílý pěšec · d2 bílý dáma · e2 bílý střelec · g2 bílý pěšec · h2 bílý pěšec · f1 bílý věž · g1 bílý král | a8 černý věž · c8 černý střelec · e8 černý král · h8 černý věž · e7 černý střelec · a6 černý pěšec · c6 černý pěšec · e6 černý pěšec · e5 černý pěšec · h5 černý pěšec · a4 černý dáma · c4 bílý pěšec · e4 černý pěšec · b3 bílý věž · a2 bílý pěšec · d2 bílý dáma · e2 bílý střelec · g2 bílý pěšec · h2 bílý pěšec · f1 bílý věž · g1 bílý král | a8 černý věž · c8 černý střelec · e8 černý král · h8 černý věž · e7 černý střelec · a6 černý pěšec · c6 černý pěšec · e6 černý pěšec · e5 černý pěšec · h5 černý pěšec · a4 černý dáma · c4 bílý pěšec · e4 černý pěšec · b3 bílý věž · a2 bílý pěšec · d2 bílý dáma · e2 bílý střelec · g2 bílý pěšec · h2 bílý pěšec · f1 bílý věž · g1 bílý král | a8 černý věž · c8 černý střelec · e8 černý král · h8 černý věž · e7 černý střelec · a6 černý pěšec · c6 černý pěšec · e6 černý pěšec · e5 černý pěšec · h5 černý pěšec · a4 černý dáma · c4 bílý pěšec · e4 černý pěšec · b3 bílý věž · a2 bílý pěšec · d2 bílý dáma · e2 bílý střelec · g2 bílý pěšec · h2 bílý pěšec · f1 bílý věž · g1 bílý král | a8 černý věž · c8 černý střelec · e8 černý král · h8 černý věž · e7 černý střelec · a6 černý pěšec · c6 černý pěšec · e6 černý pěšec · e5 černý pěšec · h5 černý pěšec · a4 černý dáma · c4 bílý pěšec · e4 černý pěšec · b3 bílý věž · a2 bílý pěšec · d2 bílý dáma · e2 bílý střelec · g2 bílý pěšec · h2 bílý pěšec · f1 bílý věž · g1 bílý král | a8 černý věž · c8 černý střelec · e8 černý král · h8 černý věž · e7 černý střelec · a6 černý pěšec · c6 černý pěšec · e6 černý pěšec · e5 černý pěšec · h5 černý pěšec · a4 černý dáma · c4 bílý pěšec · e4 černý pěšec · b3 bílý věž · a2 bílý pěšec · d2 bílý dáma · e2 bílý střelec · g2 bílý pěšec · h2 bílý pěšec · f1 bílý věž · g1 bílý král | a8 černý věž · c8 černý střelec · e8 černý král · h8 černý věž · e7 černý střelec · a6 černý pěšec · c6 černý pěšec · e6 černý pěšec · e5 černý pěšec · h5 černý pěšec · a4 černý dáma · c4 bílý pěšec · e4 černý pěšec · b3 bílý věž · a2 bílý pěšec · d2 bílý dáma · e2 bílý střelec · g2 bílý pěšec · h2 bílý pěšec · f1 bílý věž · g1 bílý král | 8 |
| 7 | a8 černý věž · c8 černý střelec · e8 černý král · h8 černý věž · e7 černý střelec · a6 černý pěšec · c6 černý pěšec · e6 černý pěšec · e5 černý pěšec · h5 černý pěšec · a4 černý dáma · c4 bílý pěšec · e4 černý pěšec · b3 bílý věž · a2 bílý pěšec · d2 bílý dáma · e2 bílý střelec · g2 bílý pěšec · h2 bílý pěšec · f1 bílý věž · g1 bílý král | a8 černý věž · c8 černý střelec · e8 černý král · h8 černý věž · e7 černý střelec · a6 černý pěšec · c6 černý pěšec · e6 černý pěšec · e5 černý pěšec · h5 černý pěšec · a4 černý dáma · c4 bílý pěšec · e4 černý pěšec · b3 bílý věž · a2 bílý pěšec · d2 bílý dáma · e2 bílý střelec · g2 bílý pěšec · h2 bílý pěšec · f1 bílý věž · g1 bílý král | a8 černý věž · c8 černý střelec · e8 černý král · h8 černý věž · e7 černý střelec · a6 černý pěšec · c6 černý pěšec · e6 černý pěšec · e5 černý pěšec · h5 černý pěšec · a4 černý dáma · c4 bílý pěšec · e4 černý pěšec · b3 bílý věž · a2 bílý pěšec · d2 bílý dáma · e2 bílý střelec · g2 bílý pěšec · h2 bílý pěšec · f1 bílý věž · g1 bílý král | a8 černý věž · c8 černý střelec · e8 černý král · h8 černý věž · e7 černý střelec · a6 černý pěšec · c6 černý pěšec · e6 černý pěšec · e5 černý pěšec · h5 černý pěšec · a4 černý dáma · c4 bílý pěšec · e4 černý pěšec · b3 bílý věž · a2 bílý pěšec · d2 bílý dáma · e2 bílý střelec · g2 bílý pěšec · h2 bílý pěšec · f1 bílý věž · g1 bílý král | a8 černý věž · c8 černý střelec · e8 černý král · h8 černý věž · e7 černý střelec · a6 černý pěšec · c6 černý pěšec · e6 černý pěšec · e5 černý pěšec · h5 černý pěšec · a4 černý dáma · c4 bílý pěšec · e4 černý pěšec · b3 bílý věž · a2 bílý pěšec · d2 bílý dáma · e2 bílý střelec · g2 bílý pěšec · h2 bílý pěšec · f1 bílý věž · g1 bílý král | a8 černý věž · c8 černý střelec · e8 černý král · h8 černý věž · e7 černý střelec · a6 černý pěšec · c6 černý pěšec · e6 černý pěšec · e5 černý pěšec · h5 černý pěšec · a4 černý dáma · c4 bílý pěšec · e4 černý pěšec · b3 bílý věž · a2 bílý pěšec · d2 bílý dáma · e2 bílý střelec · g2 bílý pěšec · h2 bílý pěšec · f1 bílý věž · g1 bílý král | a8 černý věž · c8 černý střelec · e8 černý král · h8 černý věž · e7 černý střelec · a6 černý pěšec · c6 černý pěšec · e6 černý pěšec · e5 černý pěšec · h5 černý pěšec · a4 černý dáma · c4 bílý pěšec · e4 černý pěšec · b3 bílý věž · a2 bílý pěšec · d2 bílý dáma · e2 bílý střelec · g2 bílý pěšec · h2 bílý pěšec · f1 bílý věž · g1 bílý král | a8 černý věž · c8 černý střelec · e8 černý král · h8 černý věž · e7 černý střelec · a6 černý pěšec · c6 černý pěšec · e6 černý pěšec · e5 černý pěšec · h5 černý pěšec · a4 černý dáma · c4 bílý pěšec · e4 černý pěšec · b3 bílý věž · a2 bílý pěšec · d2 bílý dáma · e2 bílý střelec · g2 bílý pěšec · h2 bílý pěšec · f1 bílý věž · g1 bílý král | 7 |
| 6 | a8 černý věž · c8 černý střelec · e8 černý král · h8 černý věž · e7 černý střelec · a6 černý pěšec · c6 černý pěšec · e6 černý pěšec · e5 černý pěšec · h5 černý pěšec · a4 černý dáma · c4 bílý pěšec · e4 černý pěšec · b3 bílý věž · a2 bílý pěšec · d2 bílý dáma · e2 bílý střelec · g2 bílý pěšec · h2 bílý pěšec · f1 bílý věž · g1 bílý král | a8 černý věž · c8 černý střelec · e8 černý král · h8 černý věž · e7 černý střelec · a6 černý pěšec · c6 černý pěšec · e6 černý pěšec · e5 černý pěšec · h5 černý pěšec · a4 černý dáma · c4 bílý pěšec · e4 černý pěšec · b3 bílý věž · a2 bílý pěšec · d2 bílý dáma · e2 bílý střelec · g2 bílý pěšec · h2 bílý pěšec · f1 bílý věž · g1 bílý král | a8 černý věž · c8 černý střelec · e8 černý král · h8 černý věž · e7 černý střelec · a6 černý pěšec · c6 černý pěšec · e6 černý pěšec · e5 černý pěšec · h5 černý pěšec · a4 černý dáma · c4 bílý pěšec · e4 černý pěšec · b3 bílý věž · a2 bílý pěšec · d2 bílý dáma · e2 bílý střelec · g2 bílý pěšec · h2 bílý pěšec · f1 bílý věž · g1 bílý král | a8 černý věž · c8 černý střelec · e8 černý král · h8 černý věž · e7 černý střelec · a6 černý pěšec · c6 černý pěšec · e6 černý pěšec · e5 černý pěšec · h5 černý pěšec · a4 černý dáma · c4 bílý pěšec · e4 černý pěšec · b3 bílý věž · a2 bílý pěšec · d2 bílý dáma · e2 bílý střelec · g2 bílý pěšec · h2 bílý pěšec · f1 bílý věž · g1 bílý král | a8 černý věž · c8 černý střelec · e8 černý král · h8 černý věž · e7 černý střelec · a6 černý pěšec · c6 černý pěšec · e6 černý pěšec · e5 černý pěšec · h5 černý pěšec · a4 černý dáma · c4 bílý pěšec · e4 černý pěšec · b3 bílý věž · a2 bílý pěšec · d2 bílý dáma · e2 bílý střelec · g2 bílý pěšec · h2 bílý pěšec · f1 bílý věž · g1 bílý král | a8 černý věž · c8 černý střelec · e8 černý král · h8 černý věž · e7 černý střelec · a6 černý pěšec · c6 černý pěšec · e6 černý pěšec · e5 černý pěšec · h5 černý pěšec · a4 černý dáma · c4 bílý pěšec · e4 černý pěšec · b3 bílý věž · a2 bílý pěšec · d2 bílý dáma · e2 bílý střelec · g2 bílý pěšec · h2 bílý pěšec · f1 bílý věž · g1 bílý král | a8 černý věž · c8 černý střelec · e8 černý král · h8 černý věž · e7 černý střelec · a6 černý pěšec · c6 černý pěšec · e6 černý pěšec · e5 černý pěšec · h5 černý pěšec · a4 černý dáma · c4 bílý pěšec · e4 černý pěšec · b3 bílý věž · a2 bílý pěšec · d2 bílý dáma · e2 bílý střelec · g2 bílý pěšec · h2 bílý pěšec · f1 bílý věž · g1 bílý král | a8 černý věž · c8 černý střelec · e8 černý král · h8 černý věž · e7 černý střelec · a6 černý pěšec · c6 černý pěšec · e6 černý pěšec · e5 černý pěšec · h5 černý pěšec · a4 černý dáma · c4 bílý pěšec · e4 černý pěšec · b3 bílý věž · a2 bílý pěšec · d2 bílý dáma · e2 bílý střelec · g2 bílý pěšec · h2 bílý pěšec · f1 bílý věž · g1 bílý král | 6 |
| 5 | a8 černý věž · c8 černý střelec · e8 černý král · h8 černý věž · e7 černý střelec · a6 černý pěšec · c6 černý pěšec · e6 černý pěšec · e5 černý pěšec · h5 černý pěšec · a4 černý dáma · c4 bílý pěšec · e4 černý pěšec · b3 bílý věž · a2 bílý pěšec · d2 bílý dáma · e2 bílý střelec · g2 bílý pěšec · h2 bílý pěšec · f1 bílý věž · g1 bílý král | a8 černý věž · c8 černý střelec · e8 černý král · h8 černý věž · e7 černý střelec · a6 černý pěšec · c6 černý pěšec · e6 černý pěšec · e5 černý pěšec · h5 černý pěšec · a4 černý dáma · c4 bílý pěšec · e4 černý pěšec · b3 bílý věž · a2 bílý pěšec · d2 bílý dáma · e2 bílý střelec · g2 bílý pěšec · h2 bílý pěšec · f1 bílý věž · g1 bílý král | a8 černý věž · c8 černý střelec · e8 černý král · h8 černý věž · e7 černý střelec · a6 černý pěšec · c6 černý pěšec · e6 černý pěšec · e5 černý pěšec · h5 černý pěšec · a4 černý dáma · c4 bílý pěšec · e4 černý pěšec · b3 bílý věž · a2 bílý pěšec · d2 bílý dáma · e2 bílý střelec · g2 bílý pěšec · h2 bílý pěšec · f1 bílý věž · g1 bílý král | a8 černý věž · c8 černý střelec · e8 černý král · h8 černý věž · e7 černý střelec · a6 černý pěšec · c6 černý pěšec · e6 černý pěšec · e5 černý pěšec · h5 černý pěšec · a4 černý dáma · c4 bílý pěšec · e4 černý pěšec · b3 bílý věž · a2 bílý pěšec · d2 bílý dáma · e2 bílý střelec · g2 bílý pěšec · h2 bílý pěšec · f1 bílý věž · g1 bílý král | a8 černý věž · c8 černý střelec · e8 černý král · h8 černý věž · e7 černý střelec · a6 černý pěšec · c6 černý pěšec · e6 černý pěšec · e5 černý pěšec · h5 černý pěšec · a4 černý dáma · c4 bílý pěšec · e4 černý pěšec · b3 bílý věž · a2 bílý pěšec · d2 bílý dáma · e2 bílý střelec · g2 bílý pěšec · h2 bílý pěšec · f1 bílý věž · g1 bílý král | a8 černý věž · c8 černý střelec · e8 černý král · h8 černý věž · e7 černý střelec · a6 černý pěšec · c6 černý pěšec · e6 černý pěšec · e5 černý pěšec · h5 černý pěšec · a4 černý dáma · c4 bílý pěšec · e4 černý pěšec · b3 bílý věž · a2 bílý pěšec · d2 bílý dáma · e2 bílý střelec · g2 bílý pěšec · h2 bílý pěšec · f1 bílý věž · g1 bílý král | a8 černý věž · c8 černý střelec · e8 černý král · h8 černý věž · e7 černý střelec · a6 černý pěšec · c6 černý pěšec · e6 černý pěšec · e5 černý pěšec · h5 černý pěšec · a4 černý dáma · c4 bílý pěšec · e4 černý pěšec · b3 bílý věž · a2 bílý pěšec · d2 bílý dáma · e2 bílý střelec · g2 bílý pěšec · h2 bílý pěšec · f1 bílý věž · g1 bílý král | a8 černý věž · c8 černý střelec · e8 černý král · h8 černý věž · e7 černý střelec · a6 černý pěšec · c6 černý pěšec · e6 černý pěšec · e5 černý pěšec · h5 černý pěšec · a4 černý dáma · c4 bílý pěšec · e4 černý pěšec · b3 bílý věž · a2 bílý pěšec · d2 bílý dáma · e2 bílý střelec · g2 bílý pěšec · h2 bílý pěšec · f1 bílý věž · g1 bílý král | 5 |
| 4 | a8 černý věž · c8 černý střelec · e8 černý král · h8 černý věž · e7 černý střelec · a6 černý pěšec · c6 černý pěšec · e6 černý pěšec · e5 černý pěšec · h5 černý pěšec · a4 černý dáma · c4 bílý pěšec · e4 černý pěšec · b3 bílý věž · a2 bílý pěšec · d2 bílý dáma · e2 bílý střelec · g2 bílý pěšec · h2 bílý pěšec · f1 bílý věž · g1 bílý král | a8 černý věž · c8 černý střelec · e8 černý král · h8 černý věž · e7 černý střelec · a6 černý pěšec · c6 černý pěšec · e6 černý pěšec · e5 černý pěšec · h5 černý pěšec · a4 černý dáma · c4 bílý pěšec · e4 černý pěšec · b3 bílý věž · a2 bílý pěšec · d2 bílý dáma · e2 bílý střelec · g2 bílý pěšec · h2 bílý pěšec · f1 bílý věž · g1 bílý král | a8 černý věž · c8 černý střelec · e8 černý král · h8 černý věž · e7 černý střelec · a6 černý pěšec · c6 černý pěšec · e6 černý pěšec · e5 černý pěšec · h5 černý pěšec · a4 černý dáma · c4 bílý pěšec · e4 černý pěšec · b3 bílý věž · a2 bílý pěšec · d2 bílý dáma · e2 bílý střelec · g2 bílý pěšec · h2 bílý pěšec · f1 bílý věž · g1 bílý král | a8 černý věž · c8 černý střelec · e8 černý král · h8 černý věž · e7 černý střelec · a6 černý pěšec · c6 černý pěšec · e6 černý pěšec · e5 černý pěšec · h5 černý pěšec · a4 černý dáma · c4 bílý pěšec · e4 černý pěšec · b3 bílý věž · a2 bílý pěšec · d2 bílý dáma · e2 bílý střelec · g2 bílý pěšec · h2 bílý pěšec · f1 bílý věž · g1 bílý král | a8 černý věž · c8 černý střelec · e8 černý král · h8 černý věž · e7 černý střelec · a6 černý pěšec · c6 černý pěšec · e6 černý pěšec · e5 černý pěšec · h5 černý pěšec · a4 černý dáma · c4 bílý pěšec · e4 černý pěšec · b3 bílý věž · a2 bílý pěšec · d2 bílý dáma · e2 bílý střelec · g2 bílý pěšec · h2 bílý pěšec · f1 bílý věž · g1 bílý král | a8 černý věž · c8 černý střelec · e8 černý král · h8 černý věž · e7 černý střelec · a6 černý pěšec · c6 černý pěšec · e6 černý pěšec · e5 černý pěšec · h5 černý pěšec · a4 černý dáma · c4 bílý pěšec · e4 černý pěšec · b3 bílý věž · a2 bílý pěšec · d2 bílý dáma · e2 bílý střelec · g2 bílý pěšec · h2 bílý pěšec · f1 bílý věž · g1 bílý král | a8 černý věž · c8 černý střelec · e8 černý král · h8 černý věž · e7 černý střelec · a6 černý pěšec · c6 černý pěšec · e6 černý pěšec · e5 černý pěšec · h5 černý pěšec · a4 černý dáma · c4 bílý pěšec · e4 černý pěšec · b3 bílý věž · a2 bílý pěšec · d2 bílý dáma · e2 bílý střelec · g2 bílý pěšec · h2 bílý pěšec · f1 bílý věž · g1 bílý král | a8 černý věž · c8 černý střelec · e8 černý král · h8 černý věž · e7 černý střelec · a6 černý pěšec · c6 černý pěšec · e6 černý pěšec · e5 černý pěšec · h5 černý pěšec · a4 černý dáma · c4 bílý pěšec · e4 černý pěšec · b3 bílý věž · a2 bílý pěšec · d2 bílý dáma · e2 bílý střelec · g2 bílý pěšec · h2 bílý pěšec · f1 bílý věž · g1 bílý král | 4 |
| 3 | a8 černý věž · c8 černý střelec · e8 černý král · h8 černý věž · e7 černý střelec · a6 černý pěšec · c6 černý pěšec · e6 černý pěšec · e5 černý pěšec · h5 černý pěšec · a4 černý dáma · c4 bílý pěšec · e4 černý pěšec · b3 bílý věž · a2 bílý pěšec · d2 bílý dáma · e2 bílý střelec · g2 bílý pěšec · h2 bílý pěšec · f1 bílý věž · g1 bílý král | a8 černý věž · c8 černý střelec · e8 černý král · h8 černý věž · e7 černý střelec · a6 černý pěšec · c6 černý pěšec · e6 černý pěšec · e5 černý pěšec · h5 černý pěšec · a4 černý dáma · c4 bílý pěšec · e4 černý pěšec · b3 bílý věž · a2 bílý pěšec · d2 bílý dáma · e2 bílý střelec · g2 bílý pěšec · h2 bílý pěšec · f1 bílý věž · g1 bílý král | a8 černý věž · c8 černý střelec · e8 černý král · h8 černý věž · e7 černý střelec · a6 černý pěšec · c6 černý pěšec · e6 černý pěšec · e5 černý pěšec · h5 černý pěšec · a4 černý dáma · c4 bílý pěšec · e4 černý pěšec · b3 bílý věž · a2 bílý pěšec · d2 bílý dáma · e2 bílý střelec · g2 bílý pěšec · h2 bílý pěšec · f1 bílý věž · g1 bílý král | a8 černý věž · c8 černý střelec · e8 černý král · h8 černý věž · e7 černý střelec · a6 černý pěšec · c6 černý pěšec · e6 černý pěšec · e5 černý pěšec · h5 černý pěšec · a4 černý dáma · c4 bílý pěšec · e4 černý pěšec · b3 bílý věž · a2 bílý pěšec · d2 bílý dáma · e2 bílý střelec · g2 bílý pěšec · h2 bílý pěšec · f1 bílý věž · g1 bílý král | a8 černý věž · c8 černý střelec · e8 černý král · h8 černý věž · e7 černý střelec · a6 černý pěšec · c6 černý pěšec · e6 černý pěšec · e5 černý pěšec · h5 černý pěšec · a4 černý dáma · c4 bílý pěšec · e4 černý pěšec · b3 bílý věž · a2 bílý pěšec · d2 bílý dáma · e2 bílý střelec · g2 bílý pěšec · h2 bílý pěšec · f1 bílý věž · g1 bílý král | a8 černý věž · c8 černý střelec · e8 černý král · h8 černý věž · e7 černý střelec · a6 černý pěšec · c6 černý pěšec · e6 černý pěšec · e5 černý pěšec · h5 černý pěšec · a4 černý dáma · c4 bílý pěšec · e4 černý pěšec · b3 bílý věž · a2 bílý pěšec · d2 bílý dáma · e2 bílý střelec · g2 bílý pěšec · h2 bílý pěšec · f1 bílý věž · g1 bílý král | a8 černý věž · c8 černý střelec · e8 černý král · h8 černý věž · e7 černý střelec · a6 černý pěšec · c6 černý pěšec · e6 černý pěšec · e5 černý pěšec · h5 černý pěšec · a4 černý dáma · c4 bílý pěšec · e4 černý pěšec · b3 bílý věž · a2 bílý pěšec · d2 bílý dáma · e2 bílý střelec · g2 bílý pěšec · h2 bílý pěšec · f1 bílý věž · g1 bílý král | a8 černý věž · c8 černý střelec · e8 černý král · h8 černý věž · e7 černý střelec · a6 černý pěšec · c6 černý pěšec · e6 černý pěšec · e5 černý pěšec · h5 černý pěšec · a4 černý dáma · c4 bílý pěšec · e4 černý pěšec · b3 bílý věž · a2 bílý pěšec · d2 bílý dáma · e2 bílý střelec · g2 bílý pěšec · h2 bílý pěšec · f1 bílý věž · g1 bílý král | 3 |
| 2 | a8 černý věž · c8 černý střelec · e8 černý král · h8 černý věž · e7 černý střelec · a6 černý pěšec · c6 černý pěšec · e6 černý pěšec · e5 černý pěšec · h5 černý pěšec · a4 černý dáma · c4 bílý pěšec · e4 černý pěšec · b3 bílý věž · a2 bílý pěšec · d2 bílý dáma · e2 bílý střelec · g2 bílý pěšec · h2 bílý pěšec · f1 bílý věž · g1 bílý král | a8 černý věž · c8 černý střelec · e8 černý král · h8 černý věž · e7 černý střelec · a6 černý pěšec · c6 černý pěšec · e6 černý pěšec · e5 černý pěšec · h5 černý pěšec · a4 černý dáma · c4 bílý pěšec · e4 černý pěšec · b3 bílý věž · a2 bílý pěšec · d2 bílý dáma · e2 bílý střelec · g2 bílý pěšec · h2 bílý pěšec · f1 bílý věž · g1 bílý král | a8 černý věž · c8 černý střelec · e8 černý král · h8 černý věž · e7 černý střelec · a6 černý pěšec · c6 černý pěšec · e6 černý pěšec · e5 černý pěšec · h5 černý pěšec · a4 černý dáma · c4 bílý pěšec · e4 černý pěšec · b3 bílý věž · a2 bílý pěšec · d2 bílý dáma · e2 bílý střelec · g2 bílý pěšec · h2 bílý pěšec · f1 bílý věž · g1 bílý král | a8 černý věž · c8 černý střelec · e8 černý král · h8 černý věž · e7 černý střelec · a6 černý pěšec · c6 černý pěšec · e6 černý pěšec · e5 černý pěšec · h5 černý pěšec · a4 černý dáma · c4 bílý pěšec · e4 černý pěšec · b3 bílý věž · a2 bílý pěšec · d2 bílý dáma · e2 bílý střelec · g2 bílý pěšec · h2 bílý pěšec · f1 bílý věž · g1 bílý král | a8 černý věž · c8 černý střelec · e8 černý král · h8 černý věž · e7 černý střelec · a6 černý pěšec · c6 černý pěšec · e6 černý pěšec · e5 černý pěšec · h5 černý pěšec · a4 černý dáma · c4 bílý pěšec · e4 černý pěšec · b3 bílý věž · a2 bílý pěšec · d2 bílý dáma · e2 bílý střelec · g2 bílý pěšec · h2 bílý pěšec · f1 bílý věž · g1 bílý král | a8 černý věž · c8 černý střelec · e8 černý král · h8 černý věž · e7 černý střelec · a6 černý pěšec · c6 černý pěšec · e6 černý pěšec · e5 černý pěšec · h5 černý pěšec · a4 černý dáma · c4 bílý pěšec · e4 černý pěšec · b3 bílý věž · a2 bílý pěšec · d2 bílý dáma · e2 bílý střelec · g2 bílý pěšec · h2 bílý pěšec · f1 bílý věž · g1 bílý král | a8 černý věž · c8 černý střelec · e8 černý král · h8 černý věž · e7 černý střelec · a6 černý pěšec · c6 černý pěšec · e6 černý pěšec · e5 černý pěšec · h5 černý pěšec · a4 černý dáma · c4 bílý pěšec · e4 černý pěšec · b3 bílý věž · a2 bílý pěšec · d2 bílý dáma · e2 bílý střelec · g2 bílý pěšec · h2 bílý pěšec · f1 bílý věž · g1 bílý král | a8 černý věž · c8 černý střelec · e8 černý král · h8 černý věž · e7 černý střelec · a6 černý pěšec · c6 černý pěšec · e6 černý pěšec · e5 černý pěšec · h5 černý pěšec · a4 černý dáma · c4 bílý pěšec · e4 černý pěšec · b3 bílý věž · a2 bílý pěšec · d2 bílý dáma · e2 bílý střelec · g2 bílý pěšec · h2 bílý pěšec · f1 bílý věž · g1 bílý král | 2 |
| 1 | a8 černý věž · c8 černý střelec · e8 černý král · h8 černý věž · e7 černý střelec · a6 černý pěšec · c6 černý pěšec · e6 černý pěšec · e5 černý pěšec · h5 černý pěšec · a4 černý dáma · c4 bílý pěšec · e4 černý pěšec · b3 bílý věž · a2 bílý pěšec · d2 bílý dáma · e2 bílý střelec · g2 bílý pěšec · h2 bílý pěšec · f1 bílý věž · g1 bílý král | a8 černý věž · c8 černý střelec · e8 černý král · h8 černý věž · e7 černý střelec · a6 černý pěšec · c6 černý pěšec · e6 černý pěšec · e5 černý pěšec · h5 černý pěšec · a4 černý dáma · c4 bílý pěšec · e4 černý pěšec · b3 bílý věž · a2 bílý pěšec · d2 bílý dáma · e2 bílý střelec · g2 bílý pěšec · h2 bílý pěšec · f1 bílý věž · g1 bílý král | a8 černý věž · c8 černý střelec · e8 černý král · h8 černý věž · e7 černý střelec · a6 černý pěšec · c6 černý pěšec · e6 černý pěšec · e5 černý pěšec · h5 černý pěšec · a4 černý dáma · c4 bílý pěšec · e4 černý pěšec · b3 bílý věž · a2 bílý pěšec · d2 bílý dáma · e2 bílý střelec · g2 bílý pěšec · h2 bílý pěšec · f1 bílý věž · g1 bílý král | a8 černý věž · c8 černý střelec · e8 černý král · h8 černý věž · e7 černý střelec · a6 černý pěšec · c6 černý pěšec · e6 černý pěšec · e5 černý pěšec · h5 černý pěšec · a4 černý dáma · c4 bílý pěšec · e4 černý pěšec · b3 bílý věž · a2 bílý pěšec · d2 bílý dáma · e2 bílý střelec · g2 bílý pěšec · h2 bílý pěšec · f1 bílý věž · g1 bílý král | a8 černý věž · c8 černý střelec · e8 černý král · h8 černý věž · e7 černý střelec · a6 černý pěšec · c6 černý pěšec · e6 černý pěšec · e5 černý pěšec · h5 černý pěšec · a4 černý dáma · c4 bílý pěšec · e4 černý pěšec · b3 bílý věž · a2 bílý pěšec · d2 bílý dáma · e2 bílý střelec · g2 bílý pěšec · h2 bílý pěšec · f1 bílý věž · g1 bílý král | a8 černý věž · c8 černý střelec · e8 černý král · h8 černý věž · e7 černý střelec · a6 černý pěšec · c6 černý pěšec · e6 černý pěšec · e5 černý pěšec · h5 černý pěšec · a4 černý dáma · c4 bílý pěšec · e4 černý pěšec · b3 bílý věž · a2 bílý pěšec · d2 bílý dáma · e2 bílý střelec · g2 bílý pěšec · h2 bílý pěšec · f1 bílý věž · g1 bílý král | a8 černý věž · c8 černý střelec · e8 černý král · h8 černý věž · e7 černý střelec · a6 černý pěšec · c6 černý pěšec · e6 černý pěšec · e5 černý pěšec · h5 černý pěšec · a4 černý dáma · c4 bílý pěšec · e4 černý pěšec · b3 bílý věž · a2 bílý pěšec · d2 bílý dáma · e2 bílý střelec · g2 bílý pěšec · h2 bílý pěšec · f1 bílý věž · g1 bílý král | a8 černý věž · c8 černý střelec · e8 černý král · h8 černý věž · e7 černý střelec · a6 černý pěšec · c6 černý pěšec · e6 černý pěšec · e5 černý pěšec · h5 černý pěšec · a4 černý dáma · c4 bílý pěšec · e4 černý pěšec · b3 bílý věž · a2 bílý pěšec · d2 bílý dáma · e2 bílý střelec · g2 bílý pěšec · h2 bílý pěšec · f1 bílý věž · g1 bílý král | 1 |
|   | a | b | c | d | e | f | g | h |   |

|   | a | b | c | d | e | f | g | h |   |
| 8 | c6 černý jezdec · g6 černý král · h6 černý pěšec · c5 bílý pěšec · c4 bílý pěšec · d4 bílý střelec · h4 bílý král · c3 bílý pěšec · c2 bílý pěšec | c6 černý jezdec · g6 černý král · h6 černý pěšec · c5 bílý pěšec · c4 bílý pěšec · d4 bílý střelec · h4 bílý král · c3 bílý pěšec · c2 bílý pěšec | c6 černý jezdec · g6 černý král · h6 černý pěšec · c5 bílý pěšec · c4 bílý pěšec · d4 bílý střelec · h4 bílý král · c3 bílý pěšec · c2 bílý pěšec | c6 černý jezdec · g6 černý král · h6 černý pěšec · c5 bílý pěšec · c4 bílý pěšec · d4 bílý střelec · h4 bílý král · c3 bílý pěšec · c2 bílý pěšec | c6 černý jezdec · g6 černý král · h6 černý pěšec · c5 bílý pěšec · c4 bílý pěšec · d4 bílý střelec · h4 bílý král · c3 bílý pěšec · c2 bílý pěšec | c6 černý jezdec · g6 černý král · h6 černý pěšec · c5 bílý pěšec · c4 bílý pěšec · d4 bílý střelec · h4 bílý král · c3 bílý pěšec · c2 bílý pěšec | c6 černý jezdec · g6 černý král · h6 černý pěšec · c5 bílý pěšec · c4 bílý pěšec · d4 bílý střelec · h4 bílý král · c3 bílý pěšec · c2 bílý pěšec | c6 černý jezdec · g6 černý král · h6 černý pěšec · c5 bílý pěšec · c4 bílý pěšec · d4 bílý střelec · h4 bílý král · c3 bílý pěšec · c2 bílý pěšec | 8 |
| 7 | c6 černý jezdec · g6 černý král · h6 černý pěšec · c5 bílý pěšec · c4 bílý pěšec · d4 bílý střelec · h4 bílý král · c3 bílý pěšec · c2 bílý pěšec | c6 černý jezdec · g6 černý král · h6 černý pěšec · c5 bílý pěšec · c4 bílý pěšec · d4 bílý střelec · h4 bílý král · c3 bílý pěšec · c2 bílý pěšec | c6 černý jezdec · g6 černý král · h6 černý pěšec · c5 bílý pěšec · c4 bílý pěšec · d4 bílý střelec · h4 bílý král · c3 bílý pěšec · c2 bílý pěšec | c6 černý jezdec · g6 černý král · h6 černý pěšec · c5 bílý pěšec · c4 bílý pěšec · d4 bílý střelec · h4 bílý král · c3 bílý pěšec · c2 bílý pěšec | c6 černý jezdec · g6 černý král · h6 černý pěšec · c5 bílý pěšec · c4 bílý pěšec · d4 bílý střelec · h4 bílý král · c3 bílý pěšec · c2 bílý pěšec | c6 černý jezdec · g6 černý král · h6 černý pěšec · c5 bílý pěšec · c4 bílý pěšec · d4 bílý střelec · h4 bílý král · c3 bílý pěšec · c2 bílý pěšec | c6 černý jezdec · g6 černý král · h6 černý pěšec · c5 bílý pěšec · c4 bílý pěšec · d4 bílý střelec · h4 bílý král · c3 bílý pěšec · c2 bílý pěšec | c6 černý jezdec · g6 černý král · h6 černý pěšec · c5 bílý pěšec · c4 bílý pěšec · d4 bílý střelec · h4 bílý král · c3 bílý pěšec · c2 bílý pěšec | 7 |
| 6 | c6 černý jezdec · g6 černý král · h6 černý pěšec · c5 bílý pěšec · c4 bílý pěšec · d4 bílý střelec · h4 bílý král · c3 bílý pěšec · c2 bílý pěšec | c6 černý jezdec · g6 černý král · h6 černý pěšec · c5 bílý pěšec · c4 bílý pěšec · d4 bílý střelec · h4 bílý král · c3 bílý pěšec · c2 bílý pěšec | c6 černý jezdec · g6 černý král · h6 černý pěšec · c5 bílý pěšec · c4 bílý pěšec · d4 bílý střelec · h4 bílý král · c3 bílý pěšec · c2 bílý pěšec | c6 černý jezdec · g6 černý král · h6 černý pěšec · c5 bílý pěšec · c4 bílý pěšec · d4 bílý střelec · h4 bílý král · c3 bílý pěšec · c2 bílý pěšec | c6 černý jezdec · g6 černý král · h6 černý pěšec · c5 bílý pěšec · c4 bílý pěšec · d4 bílý střelec · h4 bílý král · c3 bílý pěšec · c2 bílý pěšec | c6 černý jezdec · g6 černý král · h6 černý pěšec · c5 bílý pěšec · c4 bílý pěšec · d4 bílý střelec · h4 bílý král · c3 bílý pěšec · c2 bílý pěšec | c6 černý jezdec · g6 černý král · h6 černý pěšec · c5 bílý pěšec · c4 bílý pěšec · d4 bílý střelec · h4 bílý král · c3 bílý pěšec · c2 bílý pěšec | c6 černý jezdec · g6 černý král · h6 černý pěšec · c5 bílý pěšec · c4 bílý pěšec · d4 bílý střelec · h4 bílý král · c3 bílý pěšec · c2 bílý pěšec | 6 |
| 5 | c6 černý jezdec · g6 černý král · h6 černý pěšec · c5 bílý pěšec · c4 bílý pěšec · d4 bílý střelec · h4 bílý král · c3 bílý pěšec · c2 bílý pěšec | c6 černý jezdec · g6 černý král · h6 černý pěšec · c5 bílý pěšec · c4 bílý pěšec · d4 bílý střelec · h4 bílý král · c3 bílý pěšec · c2 bílý pěšec | c6 černý jezdec · g6 černý král · h6 černý pěšec · c5 bílý pěšec · c4 bílý pěšec · d4 bílý střelec · h4 bílý král · c3 bílý pěšec · c2 bílý pěšec | c6 černý jezdec · g6 černý král · h6 černý pěšec · c5 bílý pěšec · c4 bílý pěšec · d4 bílý střelec · h4 bílý král · c3 bílý pěšec · c2 bílý pěšec | c6 černý jezdec · g6 černý král · h6 černý pěšec · c5 bílý pěšec · c4 bílý pěšec · d4 bílý střelec · h4 bílý král · c3 bílý pěšec · c2 bílý pěšec | c6 černý jezdec · g6 černý král · h6 černý pěšec · c5 bílý pěšec · c4 bílý pěšec · d4 bílý střelec · h4 bílý král · c3 bílý pěšec · c2 bílý pěšec | c6 černý jezdec · g6 černý král · h6 černý pěšec · c5 bílý pěšec · c4 bílý pěšec · d4 bílý střelec · h4 bílý král · c3 bílý pěšec · c2 bílý pěšec | c6 černý jezdec · g6 černý král · h6 černý pěšec · c5 bílý pěšec · c4 bílý pěšec · d4 bílý střelec · h4 bílý král · c3 bílý pěšec · c2 bílý pěšec | 5 |
| 4 | c6 černý jezdec · g6 černý král · h6 černý pěšec · c5 bílý pěšec · c4 bílý pěšec · d4 bílý střelec · h4 bílý král · c3 bílý pěšec · c2 bílý pěšec | c6 černý jezdec · g6 černý král · h6 černý pěšec · c5 bílý pěšec · c4 bílý pěšec · d4 bílý střelec · h4 bílý král · c3 bílý pěšec · c2 bílý pěšec | c6 černý jezdec · g6 černý král · h6 černý pěšec · c5 bílý pěšec · c4 bílý pěšec · d4 bílý střelec · h4 bílý král · c3 bílý pěšec · c2 bílý pěšec | c6 černý jezdec · g6 černý král · h6 černý pěšec · c5 bílý pěšec · c4 bílý pěšec · d4 bílý střelec · h4 bílý král · c3 bílý pěšec · c2 bílý pěšec | c6 černý jezdec · g6 černý král · h6 černý pěšec · c5 bílý pěšec · c4 bílý pěšec · d4 bílý střelec · h4 bílý král · c3 bílý pěšec · c2 bílý pěšec | c6 černý jezdec · g6 černý král · h6 černý pěšec · c5 bílý pěšec · c4 bílý pěšec · d4 bílý střelec · h4 bílý král · c3 bílý pěšec · c2 bílý pěšec | c6 černý jezdec · g6 černý král · h6 černý pěšec · c5 bílý pěšec · c4 bílý pěšec · d4 bílý střelec · h4 bílý král · c3 bílý pěšec · c2 bílý pěšec | c6 černý jezdec · g6 černý král · h6 černý pěšec · c5 bílý pěšec · c4 bílý pěšec · d4 bílý střelec · h4 bílý král · c3 bílý pěšec · c2 bílý pěšec | 4 |
| 3 | c6 černý jezdec · g6 černý král · h6 černý pěšec · c5 bílý pěšec · c4 bílý pěšec · d4 bílý střelec · h4 bílý král · c3 bílý pěšec · c2 bílý pěšec | c6 černý jezdec · g6 černý král · h6 černý pěšec · c5 bílý pěšec · c4 bílý pěšec · d4 bílý střelec · h4 bílý král · c3 bílý pěšec · c2 bílý pěšec | c6 černý jezdec · g6 černý král · h6 černý pěšec · c5 bílý pěšec · c4 bílý pěšec · d4 bílý střelec · h4 bílý král · c3 bílý pěšec · c2 bílý pěšec | c6 černý jezdec · g6 černý král · h6 černý pěšec · c5 bílý pěšec · c4 bílý pěšec · d4 bílý střelec · h4 bílý král · c3 bílý pěšec · c2 bílý pěšec | c6 černý jezdec · g6 černý král · h6 černý pěšec · c5 bílý pěšec · c4 bílý pěšec · d4 bílý střelec · h4 bílý král · c3 bílý pěšec · c2 bílý pěšec | c6 černý jezdec · g6 černý král · h6 černý pěšec · c5 bílý pěšec · c4 bílý pěšec · d4 bílý střelec · h4 bílý král · c3 bílý pěšec · c2 bílý pěšec | c6 černý jezdec · g6 černý král · h6 černý pěšec · c5 bílý pěšec · c4 bílý pěšec · d4 bílý střelec · h4 bílý král · c3 bílý pěšec · c2 bílý pěšec | c6 černý jezdec · g6 černý král · h6 černý pěšec · c5 bílý pěšec · c4 bílý pěšec · d4 bílý střelec · h4 bílý král · c3 bílý pěšec · c2 bílý pěšec | 3 |
| 2 | c6 černý jezdec · g6 černý král · h6 černý pěšec · c5 bílý pěšec · c4 bílý pěšec · d4 bílý střelec · h4 bílý král · c3 bílý pěšec · c2 bílý pěšec | c6 černý jezdec · g6 černý král · h6 černý pěšec · c5 bílý pěšec · c4 bílý pěšec · d4 bílý střelec · h4 bílý král · c3 bílý pěšec · c2 bílý pěšec | c6 černý jezdec · g6 černý král · h6 černý pěšec · c5 bílý pěšec · c4 bílý pěšec · d4 bílý střelec · h4 bílý král · c3 bílý pěšec · c2 bílý pěšec | c6 černý jezdec · g6 černý král · h6 černý pěšec · c5 bílý pěšec · c4 bílý pěšec · d4 bílý střelec · h4 bílý král · c3 bílý pěšec · c2 bílý pěšec | c6 černý jezdec · g6 černý král · h6 černý pěšec · c5 bílý pěšec · c4 bílý pěšec · d4 bílý střelec · h4 bílý král · c3 bílý pěšec · c2 bílý pěšec | c6 černý jezdec · g6 černý král · h6 černý pěšec · c5 bílý pěšec · c4 bílý pěšec · d4 bílý střelec · h4 bílý král · c3 bílý pěšec · c2 bílý pěšec | c6 černý jezdec · g6 černý král · h6 černý pěšec · c5 bílý pěšec · c4 bílý pěšec · d4 bílý střelec · h4 bílý král · c3 bílý pěšec · c2 bílý pěšec | c6 černý jezdec · g6 černý král · h6 černý pěšec · c5 bílý pěšec · c4 bílý pěšec · d4 bílý střelec · h4 bílý král · c3 bílý pěšec · c2 bílý pěšec | 2 |
| 1 | c6 černý jezdec · g6 černý král · h6 černý pěšec · c5 bílý pěšec · c4 bílý pěšec · d4 bílý střelec · h4 bílý král · c3 bílý pěšec · c2 bílý pěšec | c6 černý jezdec · g6 černý král · h6 černý pěšec · c5 bílý pěšec · c4 bílý pěšec · d4 bílý střelec · h4 bílý král · c3 bílý pěšec · c2 bílý pěšec | c6 černý jezdec · g6 černý král · h6 černý pěšec · c5 bílý pěšec · c4 bílý pěšec · d4 bílý střelec · h4 bílý král · c3 bílý pěšec · c2 bílý pěšec | c6 černý jezdec · g6 černý král · h6 černý pěšec · c5 bílý pěšec · c4 bílý pěšec · d4 bílý střelec · h4 bílý král · c3 bílý pěšec · c2 bílý pěšec | c6 černý jezdec · g6 černý král · h6 černý pěšec · c5 bílý pěšec · c4 bílý pěšec · d4 bílý střelec · h4 bílý král · c3 bílý pěšec · c2 bílý pěšec | c6 černý jezdec · g6 černý král · h6 černý pěšec · c5 bílý pěšec · c4 bílý pěšec · d4 bílý střelec · h4 bílý král · c3 bílý pěšec · c2 bílý pěšec | c6 černý jezdec · g6 černý král · h6 černý pěšec · c5 bílý pěšec · c4 bílý pěšec · d4 bílý střelec · h4 bílý král · c3 bílý pěšec · c2 bílý pěšec | c6 černý jezdec · g6 černý král · h6 černý pěšec · c5 bílý pěšec · c4 bílý pěšec · d4 bílý střelec · h4 bílý král · c3 bílý pěšec · c2 bílý pěšec | 1 |
|   | a | b | c | d | e | f | g | h |   |

Samozřejmě je možné vytvořit při hře i vícenásobné pěšce. Diagram ukazuje pozici ze slavné partie Lubomíra Kaválka s Bobby Fischerem.
Čtyřpěšec na diagramu pochází z partie Kovacs-Barth v r. 1994. Remíza při takové materiální převaze ukazuje slabost vícenásobných pěšců.

## Typy dvojpěšců
|   | a | b | c | d | e | f | g | h |   |
| 8 | b7 černý pěšec · a6 černý pěšec · e6 černý pěšec · f6 černý pěšec · h6 černý pěšec · b3 bílý pěšec · c3 bílý pěšec · f3 bílý pěšec · h3 bílý pěšec · b2 bílý pěšec · f2 bílý pěšec · h2 bílý pěšec | b7 černý pěšec · a6 černý pěšec · e6 černý pěšec · f6 černý pěšec · h6 černý pěšec · b3 bílý pěšec · c3 bílý pěšec · f3 bílý pěšec · h3 bílý pěšec · b2 bílý pěšec · f2 bílý pěšec · h2 bílý pěšec | b7 černý pěšec · a6 černý pěšec · e6 černý pěšec · f6 černý pěšec · h6 černý pěšec · b3 bílý pěšec · c3 bílý pěšec · f3 bílý pěšec · h3 bílý pěšec · b2 bílý pěšec · f2 bílý pěšec · h2 bílý pěšec | b7 černý pěšec · a6 černý pěšec · e6 černý pěšec · f6 černý pěšec · h6 černý pěšec · b3 bílý pěšec · c3 bílý pěšec · f3 bílý pěšec · h3 bílý pěšec · b2 bílý pěšec · f2 bílý pěšec · h2 bílý pěšec | b7 černý pěšec · a6 černý pěšec · e6 černý pěšec · f6 černý pěšec · h6 černý pěšec · b3 bílý pěšec · c3 bílý pěšec · f3 bílý pěšec · h3 bílý pěšec · b2 bílý pěšec · f2 bílý pěšec · h2 bílý pěšec | b7 černý pěšec · a6 černý pěšec · e6 černý pěšec · f6 černý pěšec · h6 černý pěšec · b3 bílý pěšec · c3 bílý pěšec · f3 bílý pěšec · h3 bílý pěšec · b2 bílý pěšec · f2 bílý pěšec · h2 bílý pěšec | b7 černý pěšec · a6 černý pěšec · e6 černý pěšec · f6 černý pěšec · h6 černý pěšec · b3 bílý pěšec · c3 bílý pěšec · f3 bílý pěšec · h3 bílý pěšec · b2 bílý pěšec · f2 bílý pěšec · h2 bílý pěšec | b7 černý pěšec · a6 černý pěšec · e6 černý pěšec · f6 černý pěšec · h6 černý pěšec · b3 bílý pěšec · c3 bílý pěšec · f3 bílý pěšec · h3 bílý pěšec · b2 bílý pěšec · f2 bílý pěšec · h2 bílý pěšec | 8 |
| 7 | b7 černý pěšec · a6 černý pěšec · e6 černý pěšec · f6 černý pěšec · h6 černý pěšec · b3 bílý pěšec · c3 bílý pěšec · f3 bílý pěšec · h3 bílý pěšec · b2 bílý pěšec · f2 bílý pěšec · h2 bílý pěšec | b7 černý pěšec · a6 černý pěšec · e6 černý pěšec · f6 černý pěšec · h6 černý pěšec · b3 bílý pěšec · c3 bílý pěšec · f3 bílý pěšec · h3 bílý pěšec · b2 bílý pěšec · f2 bílý pěšec · h2 bílý pěšec | b7 černý pěšec · a6 černý pěšec · e6 černý pěšec · f6 černý pěšec · h6 černý pěšec · b3 bílý pěšec · c3 bílý pěšec · f3 bílý pěšec · h3 bílý pěšec · b2 bílý pěšec · f2 bílý pěšec · h2 bílý pěšec | b7 černý pěšec · a6 černý pěšec · e6 černý pěšec · f6 černý pěšec · h6 černý pěšec · b3 bílý pěšec · c3 bílý pěšec · f3 bílý pěšec · h3 bílý pěšec · b2 bílý pěšec · f2 bílý pěšec · h2 bílý pěšec | b7 černý pěšec · a6 černý pěšec · e6 černý pěšec · f6 černý pěšec · h6 černý pěšec · b3 bílý pěšec · c3 bílý pěšec · f3 bílý pěšec · h3 bílý pěšec · b2 bílý pěšec · f2 bílý pěšec · h2 bílý pěšec | b7 černý pěšec · a6 černý pěšec · e6 černý pěšec · f6 černý pěšec · h6 černý pěšec · b3 bílý pěšec · c3 bílý pěšec · f3 bílý pěšec · h3 bílý pěšec · b2 bílý pěšec · f2 bílý pěšec · h2 bílý pěšec | b7 černý pěšec · a6 černý pěšec · e6 černý pěšec · f6 černý pěšec · h6 černý pěšec · b3 bílý pěšec · c3 bílý pěšec · f3 bílý pěšec · h3 bílý pěšec · b2 bílý pěšec · f2 bílý pěšec · h2 bílý pěšec | b7 černý pěšec · a6 černý pěšec · e6 černý pěšec · f6 černý pěšec · h6 černý pěšec · b3 bílý pěšec · c3 bílý pěšec · f3 bílý pěšec · h3 bílý pěšec · b2 bílý pěšec · f2 bílý pěšec · h2 bílý pěšec | 7 |
| 6 | b7 černý pěšec · a6 černý pěšec · e6 černý pěšec · f6 černý pěšec · h6 černý pěšec · b3 bílý pěšec · c3 bílý pěšec · f3 bílý pěšec · h3 bílý pěšec · b2 bílý pěšec · f2 bílý pěšec · h2 bílý pěšec | b7 černý pěšec · a6 černý pěšec · e6 černý pěšec · f6 černý pěšec · h6 černý pěšec · b3 bílý pěšec · c3 bílý pěšec · f3 bílý pěšec · h3 bílý pěšec · b2 bílý pěšec · f2 bílý pěšec · h2 bílý pěšec | b7 černý pěšec · a6 černý pěšec · e6 černý pěšec · f6 černý pěšec · h6 černý pěšec · b3 bílý pěšec · c3 bílý pěšec · f3 bílý pěšec · h3 bílý pěšec · b2 bílý pěšec · f2 bílý pěšec · h2 bílý pěšec | b7 černý pěšec · a6 černý pěšec · e6 černý pěšec · f6 černý pěšec · h6 černý pěšec · b3 bílý pěšec · c3 bílý pěšec · f3 bílý pěšec · h3 bílý pěšec · b2 bílý pěšec · f2 bílý pěšec · h2 bílý pěšec | b7 černý pěšec · a6 černý pěšec · e6 černý pěšec · f6 černý pěšec · h6 černý pěšec · b3 bílý pěšec · c3 bílý pěšec · f3 bílý pěšec · h3 bílý pěšec · b2 bílý pěšec · f2 bílý pěšec · h2 bílý pěšec | b7 černý pěšec · a6 černý pěšec · e6 černý pěšec · f6 černý pěšec · h6 černý pěšec · b3 bílý pěšec · c3 bílý pěšec · f3 bílý pěšec · h3 bílý pěšec · b2 bílý pěšec · f2 bílý pěšec · h2 bílý pěšec | b7 černý pěšec · a6 černý pěšec · e6 černý pěšec · f6 černý pěšec · h6 černý pěšec · b3 bílý pěšec · c3 bílý pěšec · f3 bílý pěšec · h3 bílý pěšec · b2 bílý pěšec · f2 bílý pěšec · h2 bílý pěšec | b7 černý pěšec · a6 černý pěšec · e6 černý pěšec · f6 černý pěšec · h6 černý pěšec · b3 bílý pěšec · c3 bílý pěšec · f3 bílý pěšec · h3 bílý pěšec · b2 bílý pěšec · f2 bílý pěšec · h2 bílý pěšec | 6 |
| 5 | b7 černý pěšec · a6 černý pěšec · e6 černý pěšec · f6 černý pěšec · h6 černý pěšec · b3 bílý pěšec · c3 bílý pěšec · f3 bílý pěšec · h3 bílý pěšec · b2 bílý pěšec · f2 bílý pěšec · h2 bílý pěšec | b7 černý pěšec · a6 černý pěšec · e6 černý pěšec · f6 černý pěšec · h6 černý pěšec · b3 bílý pěšec · c3 bílý pěšec · f3 bílý pěšec · h3 bílý pěšec · b2 bílý pěšec · f2 bílý pěšec · h2 bílý pěšec | b7 černý pěšec · a6 černý pěšec · e6 černý pěšec · f6 černý pěšec · h6 černý pěšec · b3 bílý pěšec · c3 bílý pěšec · f3 bílý pěšec · h3 bílý pěšec · b2 bílý pěšec · f2 bílý pěšec · h2 bílý pěšec | b7 černý pěšec · a6 černý pěšec · e6 černý pěšec · f6 černý pěšec · h6 černý pěšec · b3 bílý pěšec · c3 bílý pěšec · f3 bílý pěšec · h3 bílý pěšec · b2 bílý pěšec · f2 bílý pěšec · h2 bílý pěšec | b7 černý pěšec · a6 černý pěšec · e6 černý pěšec · f6 černý pěšec · h6 černý pěšec · b3 bílý pěšec · c3 bílý pěšec · f3 bílý pěšec · h3 bílý pěšec · b2 bílý pěšec · f2 bílý pěšec · h2 bílý pěšec | b7 černý pěšec · a6 černý pěšec · e6 černý pěšec · f6 černý pěšec · h6 černý pěšec · b3 bílý pěšec · c3 bílý pěšec · f3 bílý pěšec · h3 bílý pěšec · b2 bílý pěšec · f2 bílý pěšec · h2 bílý pěšec | b7 černý pěšec · a6 černý pěšec · e6 černý pěšec · f6 černý pěšec · h6 černý pěšec · b3 bílý pěšec · c3 bílý pěšec · f3 bílý pěšec · h3 bílý pěšec · b2 bílý pěšec · f2 bílý pěšec · h2 bílý pěšec | b7 černý pěšec · a6 černý pěšec · e6 černý pěšec · f6 černý pěšec · h6 černý pěšec · b3 bílý pěšec · c3 bílý pěšec · f3 bílý pěšec · h3 bílý pěšec · b2 bílý pěšec · f2 bílý pěšec · h2 bílý pěšec | 5 |
| 4 | b7 černý pěšec · a6 černý pěšec · e6 černý pěšec · f6 černý pěšec · h6 černý pěšec · b3 bílý pěšec · c3 bílý pěšec · f3 bílý pěšec · h3 bílý pěšec · b2 bílý pěšec · f2 bílý pěšec · h2 bílý pěšec | b7 černý pěšec · a6 černý pěšec · e6 černý pěšec · f6 černý pěšec · h6 černý pěšec · b3 bílý pěšec · c3 bílý pěšec · f3 bílý pěšec · h3 bílý pěšec · b2 bílý pěšec · f2 bílý pěšec · h2 bílý pěšec | b7 černý pěšec · a6 černý pěšec · e6 černý pěšec · f6 černý pěšec · h6 černý pěšec · b3 bílý pěšec · c3 bílý pěšec · f3 bílý pěšec · h3 bílý pěšec · b2 bílý pěšec · f2 bílý pěšec · h2 bílý pěšec | b7 černý pěšec · a6 černý pěšec · e6 černý pěšec · f6 černý pěšec · h6 černý pěšec · b3 bílý pěšec · c3 bílý pěšec · f3 bílý pěšec · h3 bílý pěšec · b2 bílý pěšec · f2 bílý pěšec · h2 bílý pěšec | b7 černý pěšec · a6 černý pěšec · e6 černý pěšec · f6 černý pěšec · h6 černý pěšec · b3 bílý pěšec · c3 bílý pěšec · f3 bílý pěšec · h3 bílý pěšec · b2 bílý pěšec · f2 bílý pěšec · h2 bílý pěšec | b7 černý pěšec · a6 černý pěšec · e6 černý pěšec · f6 černý pěšec · h6 černý pěšec · b3 bílý pěšec · c3 bílý pěšec · f3 bílý pěšec · h3 bílý pěšec · b2 bílý pěšec · f2 bílý pěšec · h2 bílý pěšec | b7 černý pěšec · a6 černý pěšec · e6 černý pěšec · f6 černý pěšec · h6 černý pěšec · b3 bílý pěšec · c3 bílý pěšec · f3 bílý pěšec · h3 bílý pěšec · b2 bílý pěšec · f2 bílý pěšec · h2 bílý pěšec | b7 černý pěšec · a6 černý pěšec · e6 černý pěšec · f6 černý pěšec · h6 černý pěšec · b3 bílý pěšec · c3 bílý pěšec · f3 bílý pěšec · h3 bílý pěšec · b2 bílý pěšec · f2 bílý pěšec · h2 bílý pěšec | 4 |
| 3 | b7 černý pěšec · a6 černý pěšec · e6 černý pěšec · f6 černý pěšec · h6 černý pěšec · b3 bílý pěšec · c3 bílý pěšec · f3 bílý pěšec · h3 bílý pěšec · b2 bílý pěšec · f2 bílý pěšec · h2 bílý pěšec | b7 černý pěšec · a6 černý pěšec · e6 černý pěšec · f6 černý pěšec · h6 černý pěšec · b3 bílý pěšec · c3 bílý pěšec · f3 bílý pěšec · h3 bílý pěšec · b2 bílý pěšec · f2 bílý pěšec · h2 bílý pěšec | b7 černý pěšec · a6 černý pěšec · e6 černý pěšec · f6 černý pěšec · h6 černý pěšec · b3 bílý pěšec · c3 bílý pěšec · f3 bílý pěšec · h3 bílý pěšec · b2 bílý pěšec · f2 bílý pěšec · h2 bílý pěšec | b7 černý pěšec · a6 černý pěšec · e6 černý pěšec · f6 černý pěšec · h6 černý pěšec · b3 bílý pěšec · c3 bílý pěšec · f3 bílý pěšec · h3 bílý pěšec · b2 bílý pěšec · f2 bílý pěšec · h2 bílý pěšec | b7 černý pěšec · a6 černý pěšec · e6 černý pěšec · f6 černý pěšec · h6 černý pěšec · b3 bílý pěšec · c3 bílý pěšec · f3 bílý pěšec · h3 bílý pěšec · b2 bílý pěšec · f2 bílý pěšec · h2 bílý pěšec | b7 černý pěšec · a6 černý pěšec · e6 černý pěšec · f6 černý pěšec · h6 černý pěšec · b3 bílý pěšec · c3 bílý pěšec · f3 bílý pěšec · h3 bílý pěšec · b2 bílý pěšec · f2 bílý pěšec · h2 bílý pěšec | b7 černý pěšec · a6 černý pěšec · e6 černý pěšec · f6 černý pěšec · h6 černý pěšec · b3 bílý pěšec · c3 bílý pěšec · f3 bílý pěšec · h3 bílý pěšec · b2 bílý pěšec · f2 bílý pěšec · h2 bílý pěšec | b7 černý pěšec · a6 černý pěšec · e6 černý pěšec · f6 černý pěšec · h6 černý pěšec · b3 bílý pěšec · c3 bílý pěšec · f3 bílý pěšec · h3 bílý pěšec · b2 bílý pěšec · f2 bílý pěšec · h2 bílý pěšec | 3 |
| 2 | b7 černý pěšec · a6 černý pěšec · e6 černý pěšec · f6 černý pěšec · h6 černý pěšec · b3 bílý pěšec · c3 bílý pěšec · f3 bílý pěšec · h3 bílý pěšec · b2 bílý pěšec · f2 bílý pěšec · h2 bílý pěšec | b7 černý pěšec · a6 černý pěšec · e6 černý pěšec · f6 černý pěšec · h6 černý pěšec · b3 bílý pěšec · c3 bílý pěšec · f3 bílý pěšec · h3 bílý pěšec · b2 bílý pěšec · f2 bílý pěšec · h2 bílý pěšec | b7 černý pěšec · a6 černý pěšec · e6 černý pěšec · f6 černý pěšec · h6 černý pěšec · b3 bílý pěšec · c3 bílý pěšec · f3 bílý pěšec · h3 bílý pěšec · b2 bílý pěšec · f2 bílý pěšec · h2 bílý pěšec | b7 černý pěšec · a6 černý pěšec · e6 černý pěšec · f6 černý pěšec · h6 černý pěšec · b3 bílý pěšec · c3 bílý pěšec · f3 bílý pěšec · h3 bílý pěšec · b2 bílý pěšec · f2 bílý pěšec · h2 bílý pěšec | b7 černý pěšec · a6 černý pěšec · e6 černý pěšec · f6 černý pěšec · h6 černý pěšec · b3 bílý pěšec · c3 bílý pěšec · f3 bílý pěšec · h3 bílý pěšec · b2 bílý pěšec · f2 bílý pěšec · h2 bílý pěšec | b7 černý pěšec · a6 černý pěšec · e6 černý pěšec · f6 černý pěšec · h6 černý pěšec · b3 bílý pěšec · c3 bílý pěšec · f3 bílý pěšec · h3 bílý pěšec · b2 bílý pěšec · f2 bílý pěšec · h2 bílý pěšec | b7 černý pěšec · a6 černý pěšec · e6 černý pěšec · f6 černý pěšec · h6 černý pěšec · b3 bílý pěšec · c3 bílý pěšec · f3 bílý pěšec · h3 bílý pěšec · b2 bílý pěšec · f2 bílý pěšec · h2 bílý pěšec | b7 černý pěšec · a6 černý pěšec · e6 černý pěšec · f6 černý pěšec · h6 černý pěšec · b3 bílý pěšec · c3 bílý pěšec · f3 bílý pěšec · h3 bílý pěšec · b2 bílý pěšec · f2 bílý pěšec · h2 bílý pěšec | 2 |
| 1 | b7 černý pěšec · a6 černý pěšec · e6 černý pěšec · f6 černý pěšec · h6 černý pěšec · b3 bílý pěšec · c3 bílý pěšec · f3 bílý pěšec · h3 bílý pěšec · b2 bílý pěšec · f2 bílý pěšec · h2 bílý pěšec | b7 černý pěšec · a6 černý pěšec · e6 černý pěšec · f6 černý pěšec · h6 černý pěšec · b3 bílý pěšec · c3 bílý pěšec · f3 bílý pěšec · h3 bílý pěšec · b2 bílý pěšec · f2 bílý pěšec · h2 bílý pěšec | b7 černý pěšec · a6 černý pěšec · e6 černý pěšec · f6 černý pěšec · h6 černý pěšec · b3 bílý pěšec · c3 bílý pěšec · f3 bílý pěšec · h3 bílý pěšec · b2 bílý pěšec · f2 bílý pěšec · h2 bílý pěšec | b7 černý pěšec · a6 černý pěšec · e6 černý pěšec · f6 černý pěšec · h6 černý pěšec · b3 bílý pěšec · c3 bílý pěšec · f3 bílý pěšec · h3 bílý pěšec · b2 bílý pěšec · f2 bílý pěšec · h2 bílý pěšec | b7 černý pěšec · a6 černý pěšec · e6 černý pěšec · f6 černý pěšec · h6 černý pěšec · b3 bílý pěšec · c3 bílý pěšec · f3 bílý pěšec · h3 bílý pěšec · b2 bílý pěšec · f2 bílý pěšec · h2 bílý pěšec | b7 černý pěšec · a6 černý pěšec · e6 černý pěšec · f6 černý pěšec · h6 černý pěšec · b3 bílý pěšec · c3 bílý pěšec · f3 bílý pěšec · h3 bílý pěšec · b2 bílý pěšec · f2 bílý pěšec · h2 bílý pěšec | b7 černý pěšec · a6 černý pěšec · e6 černý pěšec · f6 černý pěšec · h6 černý pěšec · b3 bílý pěšec · c3 bílý pěšec · f3 bílý pěšec · h3 bílý pěšec · b2 bílý pěšec · f2 bílý pěšec · h2 bílý pěšec | b7 černý pěšec · a6 černý pěšec · e6 černý pěšec · f6 černý pěšec · h6 černý pěšec · b3 bílý pěšec · c3 bílý pěšec · f3 bílý pěšec · h3 bílý pěšec · b2 bílý pěšec · f2 bílý pěšec · h2 bílý pěšec | 1 |
|   | a | b | c | d | e | f | g | h |   |

Existují různé typy dvojpěšců. Jejich slabost se může projevovat různě.
1. nedostatek mobility
2. nemožnost působit jako normální pěšec
3. nemožnost "rozpustit" dvojpěšce výměnou za nepřátelského pěšce

Dvojpěšec ve sloupci b je v nejlepší situaci. Dvojpěšec ve sloupci h je na tom nejhůře, neboť dva pěšci jsou zcela zablokováni jediným nepřátelským pěšcem. Druhý pěšec má proto velmi malou hodnotu.

## Doporučená literatura
- ZÁVODNÝ, Zdeněk: Metodický dopis. Dvojpěšci. Praha 1987